# Гітцинг
Гітцінг (нім. Hietzing) — тринадцятий район Відня.
Гітцінг знаходиться на південному заході Відня. Традиційно район ділиться на шість частин: власне Гітцінг на північному сході, Унтер-Санкт-Файт (Unter Sankt Veit) і Обер-Санкт-Файт (Ober Sankt Veit) на північному заході, Гакінг (Hacking) на заході, Лайнц (Lainz) в географічному центрі і Шпайзінг (Speising) на півдні.
Гітцінг найвідоміший розташованим у ньому палацем Шенбрунн — колишньою резиденцією Габсбургів. На заході району знаходиться Лайнцер Тіргартен — великий парк і заповідник.
48°10′53″ пн. ш. 16°15′29″ сх. д. / 48.18139° пн. ш. 16.25806° сх. д.
| Австрія | Це незавершена стаття з географії Австрії. Ви можете допомогти проєкту, виправивши або дописавши її. |